# Reintegracija Pridnjestrovlja u Moldaviju
Od izbijanja sukoba u Pridnjestrovlju, bilo je napora i prijedloga da se nepriznata država Pridnjestrovlje ponovno uključi u Moldaviju.

## Pozadina
Nakon Rata u Pridnjestrovlju početkom 1990-ih, Pridnjestrovlje je steklo de facto neovisnost uz podršku ruske vojne nazočnosti. Ovo područje je međunarodno priznato kao dio Moldavije i nijedna druga država nije priznala njegovu neovisnost.
U međunarodnom pravu Pridnjestrovlje se smatra dijelom Moldavije i reintegracija Pridnjestrovlja u Moldaviju predlagana je mnogo puta. Neka istraživanja provedena na području pokazuju da bi se mnogi ljudi željeli pridružiti Moldaviji u federaciji. Mnogi Pridnjestrovci također imaju moldavske putovnice, a neki glasaju na moldavskim izborima.
I bivši predsjednik Moldavije Igor Dodon i sadašnja predsjednica Maia Sandu izrazili su namjeru reintegracije Pridnjestrovlja u Moldaviju, iako se nisu složili oko toga kako to provesti. Procjena koju je proveo USAID početkom 2000-ih sugerirala je da bi reintegracija Pridnjestrovlja zahtijevala znatnu pomoć zapadnih donatora, ali je njegovo de facto odcjepljenje doprinijelo gospodarskim i političkim problemima unutar Moldavije.
Prilikom stupanja na dužnost, Sandu je pozvala ruske trupe da napuste Moldaviju i izjavila da je predana ponovnoj integraciji Pridnjestrovlja.

## Pokušaji
Jedna prilika u kojoj je rješenje pridnjestrovskog sukoba bilo blizu bilo je 8. svibnja 1997. Ove je godine potpisan Moskovski memorandum iz 1997., koji je osmislio ruski premijer Jevgenij Primakov, a podržali Ukrajina i Organizacija za europsku sigurnost i suradnju (OESS), koji je Pridnjestrovlju dao pravo uspostavljanja vlastitih međunarodnih gospodarskih ugovora te regulirati vlastite gospodarske aktivnosti te također sudjelovati u bilo kojoj vanjskopolitičkoj odluci koju donese moldavska vlada. Međutim, sporazum je sadržavao dio koji poziva Moldaviju i Pridnjestrovlje da "izgrade svoje odnose u okviru zajedničke države", ali bez detalja o tome kakva bi ta država bila. Ovaj dio je bio podložan različitim tumačenjima obje strane. Dok su Moldavci mislili da će zemlja biti unitarna država i da će Pridnjestrovlje morati usvojiti moldavske institucije i zakone, Pridnjestrovlje je očekivala labavu konfederaciju. Stoga je dogovor propao, iako se o kontroverznom dijelu raspravljalo godinama kasnije.
Daljnji napredak postignut je 2003. Moldavski predsjednik Vladimir Voronin, koji je već izjavio da će jedan od njegovih ključnih ciljeva njegova predsjedništva biti povratna integracija Pridnjestrovlja, predložio je pridnjestrovskom predsjedniku Igoru Smirnovu da mu pomogne u pisanju novog ustava Moldavije kako bi se zemlja pretvorila u federalnu državu, što je Smirnov prihvatio. Tako su započeli moldavsko-pridnjestrovski pregovori uz posredovanje Rusije, Ukrajine i OESS-a. Dmitrij Kozak, potpredsjednik ruske vlade, također bi sudjelovao u ovim pregovorima nakon poziva Voronjina ruskom predsjedniku Vladimiru Putinu da posreduje u njima, ali odvojeno, a ne s ostalim posrednicima. Nacrt takozvanog Kozakovog memoranduma, kojim bi se uspostavila "asimetrična" savezna država, Kozak je predstavio krajem godine i obje su ga strane prihvatile. Međutim, ažurirana verzija sporazuma uključivala je članke koji dopuštaju dugoročnu rusku vojnu nazočnost u Moldaviji, čemu su posrednici bili protiv. Nadalje, Kozakov memorandum naišao je na snažno protivljenje javnosti u zemlji. Iz tih razloga, 24. studenoga, malo prije nego što je Putin napustio Moskvu kako bi stigao u Kišinjev kako bi svjedočio potpisivanju, Voronin je odlučio odbiti sporazum, čime je Kozakov memorandum postao još jedan neuspjeli pokušaj rješenja.
Dana 26. travnja 2022., usred ruske invazije na Ukrajinu, ukrajinski predsjednički savjetnik Oleksij Arestovič rekao je tijekom intervjua da bi Ukrajina mogla riješiti problem Pridnjestrovlja "u tren oka", predlažući vojnu akciju protiv Pridnjestrovlja, ali samo ako moldavske vlasti to zatraže. pomoć zemlje. Moldavija je službeno odbacila ovaj prijedlog, izražavajući svoju podršku samo mirnom ishodu sukoba. Tijekom intervjua objavljenog 27. kolovoza 2023., predsjednik Ukrajine Volodimir Zelenski rekao je da bi pobjeda Ukrajine nad Rusijom mogla omogućiti reintegraciju Pridnjestrovlja u Moldaviju, obnovu teritorijalnog integriteta Gruzije i kraj Lukašenkovog režima u Bjelorusiji.

## Javno mišljenje
Pridnjestrovljani nemaju previše vjere u mogućnost reintegracije u Moldaviju. U studiji koju je organizirala Crnomorska sveučilišna zaklada između listopada 2018. i veljače 2019., kada je grupa Pridnjestrovljana upitana koja bi opcija dovela do bržeg razvoja republike, samo 5,2% njih odgovorilo je reintegracijom u Moldaviju. Nasuprot tome, 37,1% njih odgovorilo je s pripajanjem Rusiji, dok je 22,6% reklo da bi neovisno i međunarodno priznato Pridnjestrovlje to učinilo. Ista je studija pokazala nisku privrženost Pridnjestrovljana moldavskom identitetu, bez obzira na njihovu etničku pripadnost. Samo 14% se osjeća Moldavcem, dok se 37,3% osjeća Pridnjestrovljanom, a 35,7% Rusima. Rezultati su se mijenjali prema dobi, jer iako se 16% stanovnika Pridnjestrovlja starijih od 60 godina osjećalo Moldavcima, takose osjećalo samo 7,2% ljudi između 18 i 29 godina. Nadalje, 13,2% Pridnjestrovljana smatra da je Moldavija prijetnja za Pridnjestrovlje; zemlja koja prednjači po ovom aspektu bila je Ukrajina s 41,9%. Ipak, 5,8% i 49,3% Pridnjestrovljana opisalo je odnose između stanovništva Moldavije i Pridnjestrovlja kao vrlo dobre odnosno dobre, pri čemu je 32,1% odnosno 7,4% reklo slabe ili vrlo slabe, a preostalih 5,4% nije odgovorilo.